# Diocèse de Dali

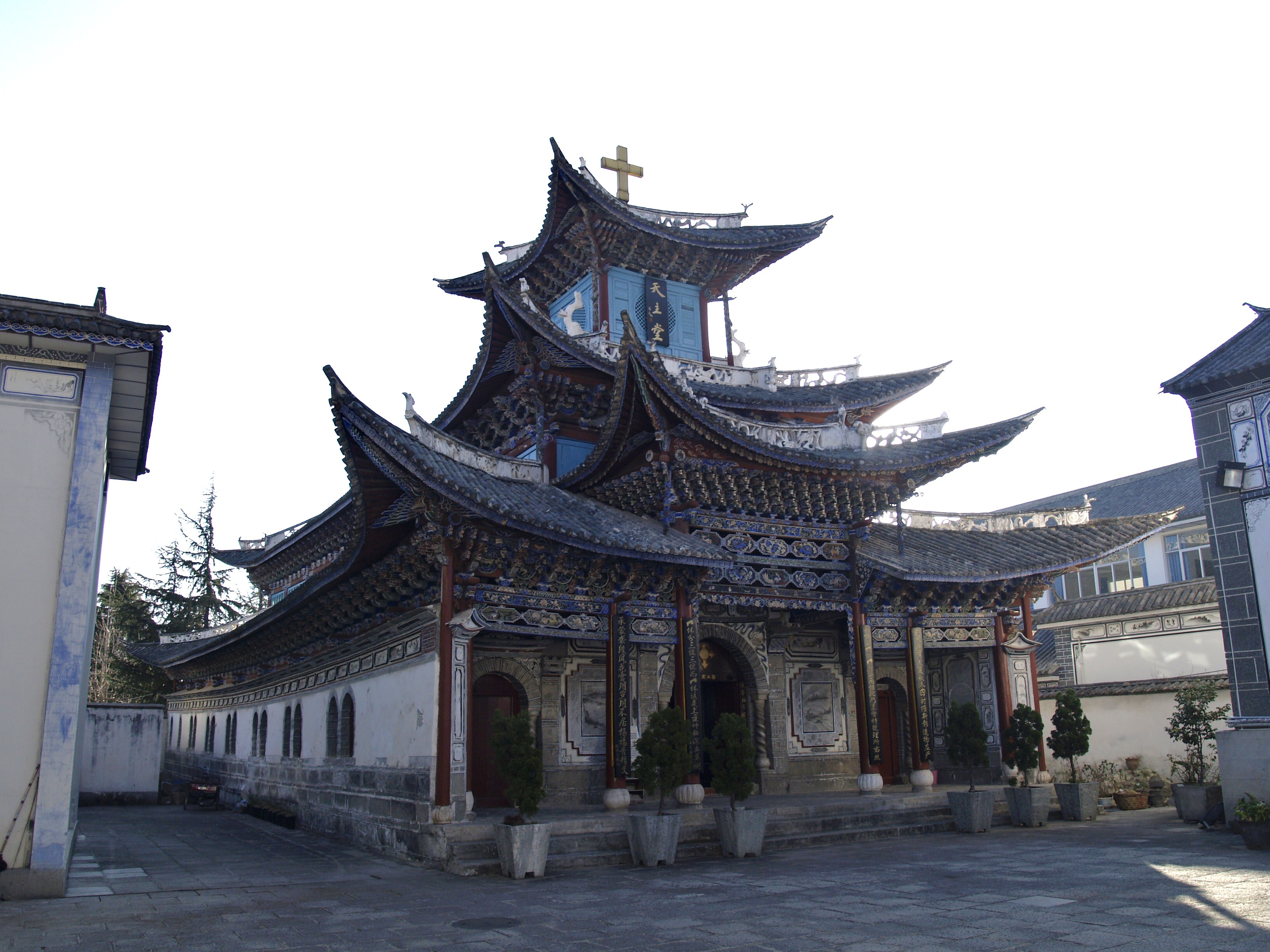
Cathédrale du Sacré-Cœur de Dali

Le diocèse de Dali (en latin: Dioecesis Talianus) est un siège de l'Église catholique en Chine, suffragant de l'archidiocèse de Kunming. Il se trouve dans la province du Yunnan 
et est actuellement vacant. Il a été érigé le 22 novembre 1929, et comptait en 1968 5.097 baptisés sur 3.212.339 habitants.

## Territoire

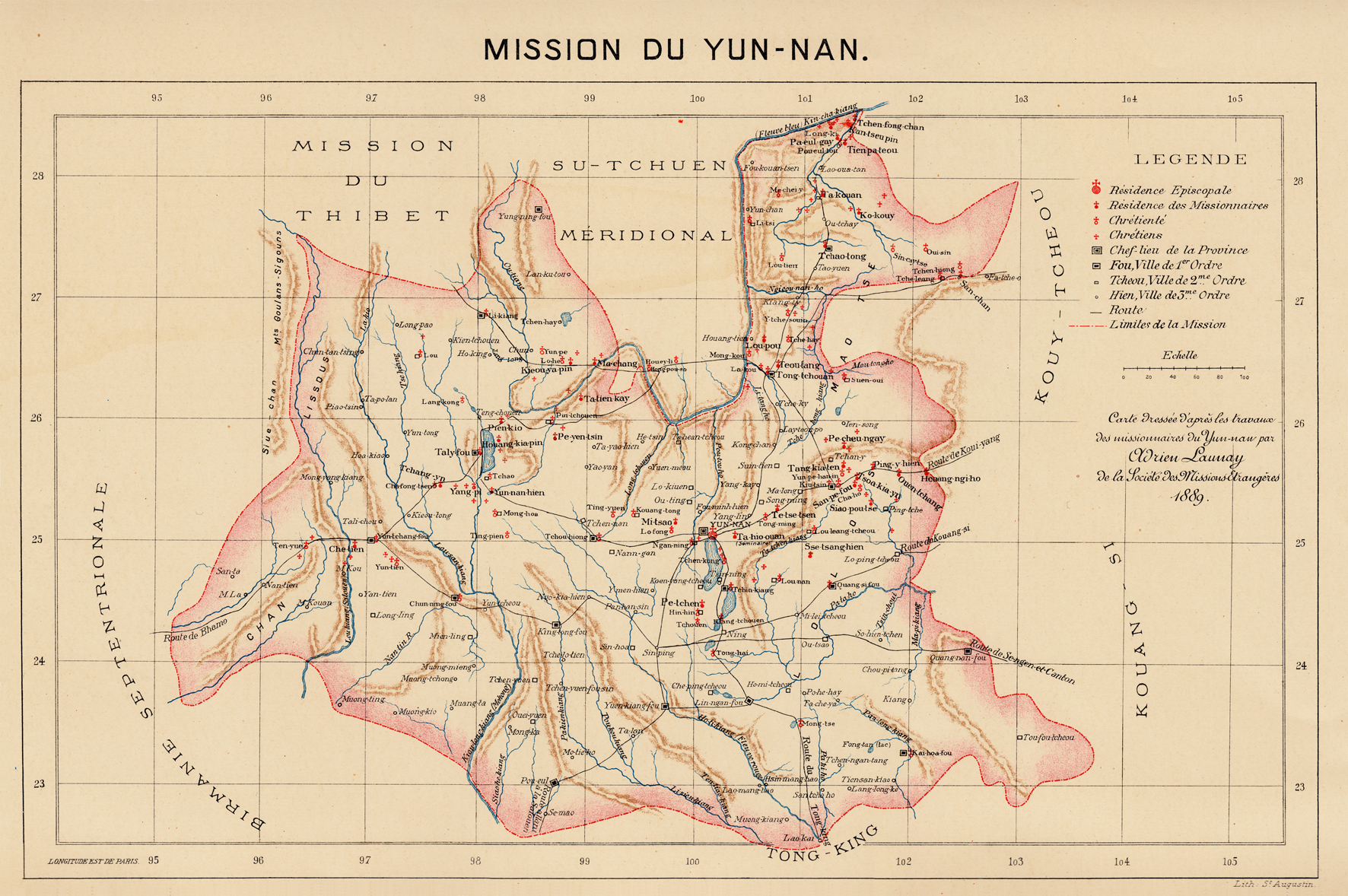
Carte dressée d'après les travaux des missionnaires du Yun-nan, par Adrien Launay, 1889.

Le diocèse a pour siège épiscopal la ville de Dali où se trouve la cathédrale du Sacré-Cœur. Son territoire est subdivisé en 15 paroisses.

## Histoire
La Mission sui juris (indépendante) de Dali a été instituée par un bref pontifical le 22 novembre 1929, en la détachant du vicariat apostolique de Yunnan-fou (actuellement archidiocèse de Kunming); son premier supérieur ecclésiastique nommé a été le P. Pierre Erdozaincy-Etchart de la Congrégation des Prêtres du Sacré-Cœur de Jésus de Bétharram, à laquelle avait été confiée l’évangélisation de la nouvelle mission. Le 14 novembre 1931, le P. Jean-Baptiste Magenties succède au P. Etchart.
Par bulle du  10 décembre 1934, la Propaganda Fide érige la mission sui juris de Dali en préfecture apostolique. Le 18 décembre 1935, le P. Magenties est nommé préfet apostolique, avec pleins pouvoirs ordinaires.
Le 9 décembre 1948, le Pape Pie XII élève au rang de diocèse la préfecture apostolique de Dali et nomme son premier évêque : Mgr Lucien Bernard Lacoste, ordonné à la cathédrale de Kunming le 29 mai 1949. Avec l’arrivée des communistes, les religieux sont expulsés du diocèse : Mgr Lacoste sera le dernier à quitter son poste, en juillet 1952, après 137 jours de prison, accompagné d’une poignée de religieux et de religieuses. À son départ, le diocèse est confié à deux prêtres chinois, tous deux décédés dans les années 1980.
Aujourd’hui, le diocèse est géré par l’Église catholique chinoise officielle, appelée communément «  Église patriotique », non reconnue par le Saint-Siège.

## Liste des évêques
- Jean-Baptiste Magenties † (13 décembre 1935 – 8 décembre 1948; décédé en France le 7 janvier 1990)
- Lucien Bernard Lacoste † (9 décembre 1948 - expulsé de Chine en juillet 1952,  décédé à Chiang Mai, Thaïlande, le 14 août 1989)

### Sources
- Annuaire pontifical de 1971 et précédents, répertoriés sur www.catholic-hierarchy.org à la page Diocèse de Tali.
- Archives de la Congrégation des Prêtres du Sacré-Cœur de Jésus de Bétharram.